# Сержант Йорк
«Сержант Йорк» (англ. Sergeant York) — біографічний фільм про життя Елвіна Йорка режисера Говарда Гоукса, який вийшов у 1941 році.

## Сюжет
Фільм розпочинається влітку 1916 р., коли Елвін Йорк, бідний молодий фермер із сільської місцевості живе важким існуванням у громаді, злиденність та ізоляція якої майже не відрізняються від способу життя людей століттям раніше. Він винятковий стрілець, але схильний до пиття та бійок, що не полегшує життя його багатостраждальній матері.

## У ролях
- Гері Купер — Елвін Йорк
- Волтер Бреннан — пастор Розьє Пайл
- Джоан Леслі — Грейсі Вільямс
- Джордж Тобіас — Росс
- Стенлі Ріджес — майор Бакстон